# Chris Evert
Christine Marie "Chris" Evert (sinh ngày 21 tháng 12 năm 1954) hay Chris Evert-Lloyd là cựu nữ vận động viên quần vợt chuyên nghiệp người Mỹ. Cô đã giành được 18 danh hiệu cá nhân Grand Slam, trong đó có kỷ lục 7 lần vô địch giải Pháp Mở rộng và 7 lần kết thúc năm vị trí số một thế giới (kỷ lục 5 năm liên tục). Kỷ lục thắng-thua trong sự nghiệp của Evert tại nội dung đánh đơn là 1.309-146 (89,97%), là người có tỉ lệ cao nhất trong lịch sử quần vợt chuyên nghiệp, cả nam lẫn nữ. Trong cuốn sách viết về quần vợt của tác giả Steve Flink mang tên The Greatest Tennis Matches of the Twentieth Century (Những trận quần vợt hay nhất trong thế kỷ 20), ông đặt Evert là tay vợt nữ hay thứ ba trong thế kỷ 20, sau Steffi Graf và Martina Navratilova. Evert chưa bao giờ thua trong vòng đầu tiên hay vòng thứ hai của một giải Grand Slam đơn, cô chỉ bị loại sớm nhất là ở vòng thứ ba. Tại nội dung đôi nữ, Evert cũng giành được 3 giải Grand Slam.

## Các trận chung kết Grand Slam đơn nữ

### Vô địch (18)
| Năm  | Giải đấu         | Mặt sân | Đối thủ ở trận chung kết | Kết quả       |
| 1974 | Pháp mở rộng     | Đất nện | Olga Morozova            | 6-1, 6-2      |
| 1974 | Wimbledon        | Cỏ      | Olga Morozova            | 6-0, 6-4      |
| 1975 | Pháp mở rộng (2) | Đất nện | Martina Navratilova      | 2-6, 6-2, 6-1 |
| 1975 | Mỹ mở rộng       | Đất nện | Evonne Goolagong Cawley  | 5-7, 6-4, 6-2 |
| 1976 | Wimbledon (2)    | Cỏ      | Evonne Goolagong Cawley  | 6-3, 4-6, 8-6 |
| 1976 | Mỹ mở rộng (2)   | Cứng    | Evonne Goolagong Cawley  | 6-3, 6-0      |
| 1977 | Mỹ mở rộng (3)   | Cứng    | Wendy Turnbull           | 7-6, 6-2      |
| 1978 | Mỹ mở rộng (4)   | Cứng    | Pam Shriver              | 7-5, 6-4      |
| 1979 | Pháp mở rộng (3) | Đất nện | Wendy Turnbull           | 6-2, 6-0      |
| 1980 | Pháp mở rộng (4) | Đất nện | Virginia Ruzici          | 6-0, 6-3      |
| 1980 | Mỹ mở rộng (5)   | Cứng    | Hana Mandlíková          | 5-7, 6-1, 6-1 |
| 1981 | Wimbledon (3)    | Cỏ      | Hana Mandlíková          | 6-2, 6-2      |
| 1982 | Mỹ mở rộng (6)   | Cứng    | Hana Mandlíková          | 6-3, 6-1      |
| 1982 | Úc mở rộng       | Cỏ      | Martina Navratilova      | 6-3, 2-6, 6-3 |
| 1983 | Pháp mở rộng (5) | Đất nện | Mima Jaušovec            | 6-1, 6-2      |
| 1984 | Úc mở rộng (2)   | Cỏ      | Helena Suková            | 6-7, 6-1, 6-3 |
| 1985 | Pháp mở rộng (6) | Đất nện | Martina Navratilova      | 6-3, 6-7, 7-5 |
| 1986 | Pháp mở rộng (7) | Đất nện | Martina Navratilova      | 2-6, 6-3, 6-3 |

### Á quân (16)
| Năm  | Giải đấu         | Mặt sân | Đối thủ ở trận chung kết | Kết quả       |
| 1973 | Pháp mở rộng     | Đất nện | Margaret Court           | 6-7, 7-6, 6-4 |
| 1973 | Wimbledon        | Cỏ      | Billie Jean King         | 6-0, 7-5      |
| 1974 | Úc mở rộng       | Cỏ      | Evonne Goolagong Cawley  | 7-6, 4-6, 6-0 |
| 1978 | Wimbledon (2)    | Cỏ      | Martina Navratilova      | 2-6, 6-4, 7-5 |
| 1979 | Wimbledon (3)    | Cỏ      | Martina Navratilova      | 6-4, 6-4      |
| 1979 | Mỹ mở rộng       | Cứng    | Tracy Austin             | 6-4, 6-3      |
| 1980 | Wimbledon (4)    | Cỏ      | Evonne Goolagong Cawley  | 6-1, 7-6      |
| 1981 | Úc mở rộng (2)   | Cỏ      | Martina Navratilova      | 6-7, 6-4, 7-5 |
| 1982 | Wimbledon (5)    | Cỏ      | Martina Navratilova      | 6-1, 3-6, 6-2 |
| 1983 | Mỹ mở rộng (2)   | Cứng    | Martina Navratilova      | 6-1, 6-3      |
| 1984 | Pháp mở rộng (2) | Đất nện | Martina Navratilova      | 6-3, 6-1      |
| 1984 | Wimbledon (6)    | Cỏ      | Martina Navratilova      | 7-6, 6-2      |
| 1984 | Mỹ mở rộng (3)   | Cứng    | Martina Navratilova      | 4-6, 6-4, 6-4 |
| 1985 | Wimbledon (7)    | Cỏ      | Martina Navratilova      | 4-6, 6-3, 6-2 |
| 1985 | Úc mở rộng (3)   | Cỏ      | Martina Navratilova      | 6-2, 4-6, 6-2 |
| 1988 | Úc mở rộng (4)   | Cứng    | Steffi Graf              | 6-1, 7-6      |

## Các trận chung kết Grand Slam đôi nữ (4)

### Vô địch (3)
| Năm  | Giải đấu         | Đồng đội            | Đối thủ ở trận chung kết     | Tỉ số         |
| 1974 | Pháp mở rộng     | Olga Morozova       | Gail Lovera Katja Ebbinghaus | 6-4, 2-6, 6-1 |
| 1975 | Pháp mở rộng (2) | Martina Navratilova | Julie Anthony Olga Morozova  | 6-3, 6-2      |
| 1976 | Wimbledon        | Martina Navratilova | Billie Jean King Betty Stöve | 6-1, 3-6, 7-5 |

### Á quân (1)
| Năm  | Giải đấu   | Đồng đội       | Đối thủ ở trận chung kết        | Tỉ số    |
| 1988 | Úc mở rộng | Wendy Turnbull | Martina Navratilova Pam Shriver | 6-0, 7-5 |

## Các trận chung kết Grand Slam đôi nam nữ phối hợp (1)

### Á quân (1)
| Năm  | Giải đấu   | Đồng đội      | Đối thủ ở trận chung kết     | Tỉ số    |
| 1974 | Mỹ mở rộng | Jimmy Connors | Pam Teeguarden Geoff Masters | 6-1, 7-6 |

## Tóm tắt thành tích thi đấu đơn ở các giải Grand Slam
| Giải đấu     | 1971 | 1972 | 1973 | 1974 | 1975 | 1976 | 1977  | 1978 | 1979 | 1980 | 1981 | 1982 | 1983 | 1984 | 1985 | 1986 | 1987 | 1988 | 1989 |
| ------------ | ---- | ---- | ---- | ---- | ---- | ---- | ----- | ---- | ---- | ---- | ---- | ---- | ---- | ---- | ---- | ---- | ---- | ---- | ---- |
| Úc mở rộng   | A    | A    | A    | CK   | A    | A    | A / A | A    | A    | A    | CK   | VĐ   | A    | VĐ   | CK   | NH   | A    | CK   | A    |
| Pháp mở rộng | A    | A    | CK   | VĐ   | VĐ   | A    | A     | A    | VĐ   | VĐ   | BK   | BK   | VĐ   | CK   | VĐ   | VĐ   | BK   | 3R   | A    |
| Wimbledon    | A    | BK   | CK   | VĐ   | BK   | VĐ   | BK    | CK   | CK   | CK   | VĐ   | CK   | 3R   | CK   | CK   | BK   | BK   | BK   | BK   |
| Mỹ mở rộng   | BK   | BK   | BK   | BK   | VĐ   | VĐ   | VĐ    | VĐ   | CK   | VĐ   | BK   | VĐ   | CK   | CK   | BK   | BK   | TK   | BK   | TK   |

NH = Giải đấu không được tổ chức.
A = Không tham dự.
Ghi chú: Giải Úc mở rộng được tổ chức hai lần vào năm 1977, một lần vào tháng 1 và một lần vào tháng 12.